# Vándorhangya
A közönséges vándorhangya (Eciton burchellii) a rovarok (Insecta) osztályának a hártyásszárnyúak (Hymenoptera) rendjébe, ezen belül a hangyák (Formicidae) családjába tartozó faj.
Az eredeti publikáció az Eciton burchellii nevet adta a fajnak. A második i-t azonban később a 19. században eltörölték. Az újabb rendszertanok visszatértek az eredeti névalakhoz, mivel a szabályok szerint a régebbi alakhoz kell ragaszkodni. Az Eciton burchelli alakot hibásnak tekintik.

## Származása, elterjedése
A vándorhangya Mexikó déli részétől délre a dél-amerikai trópusokig megtalálható. Egészen északon is előfordulnak, például a Mississippi völgyében. Az Óvilág trópusain és szubtrópusain is élnek populációi. Kerüli a közvetlen napfényt és a nagyobb magaslatokat.

## Alfajai
- Eciton burchellii burchellii
- Eciton burchellii cupiens
- Eciton burchellii foreli
- Eciton burchellii parvispinum
- Eciton burchellii urichi

## Megjelenése, felépítése
A vándorhangya hossza legfeljebb 2,5 centiméter lehet. Színezete a sötétbarnától a feketéig terjed. Szárnya csak a hímnek van. Az egy kaszthoz tartozó hangyák mérete és külseje a bolyban betöltött szerepüktől függ.
A katonák kétszer akkorák, mint a dolgozók és a szárnyas hímek, fejük színe halványabb, rágójuk nagyobb. A katonáknak nagy, hegyes, befelé forduló, sarló alakú rágójuk és halált okozó fullánkjuk van, amellyel legyőzik a zsákmányállatokat vagy a támadókat lábuk és megnyúlt testük pókszerű megjelenést kölcsönöz nekik. Színük az aranybarnától a sötétbarnáig terjed. Amikor a raj erdőn vonul át, a katonák a csapat szélén maradnak, és védik a menetet. A dolgozók kisebbek, mint a katonák, és ők teszik ki a raj legnagyobb részét. Egy bolyban a dolgozóknak legalább négy kasztjuk van, amelyek különböznek méretükben. A dolgozóknak is fejlett a fullánkjuk, csípőjük kétszeresen tagolt, és speciális tarsalis horgaik vannak, ezekkel kapaszkodnak össze. Ők szállítják a táplálékot a boly számára. Testükkel gömbszerű alakzattá összekapaszkodva a dolgozók képezik a „fészket”, és ők szolgálják ki a királynőt. A királynő teste a sok petétől hatalmasra nő.

## Életmódja, élőhelye

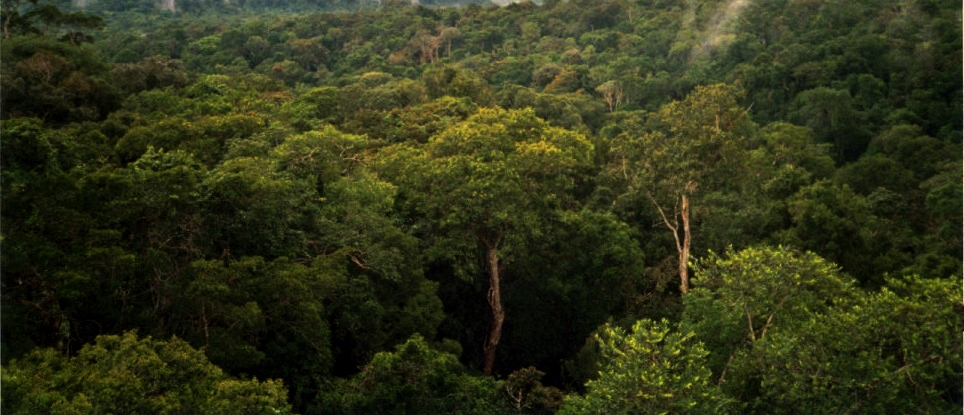
Az Amazonas erdeje

A többi hártyásszárnyútól (darazsak, méhek) eltérően a hangyák nem tudják aktívan szabályozni otthonuk hőmérsékletét, ezért csak a boly elhelyezésével és felépítésével tudják biztosítani a megfelelő hőfokot. A gyakran helyet változtató hangyáknak különösen fontos a boly elhelyezése. A vándorhangya dolgozói saját testükből építenek bolyt, és sertéikkel kapaszkodnak össze. A járatok kinyitásával és elzárásával szabályozzák a benti hőmérsékletet. Gyakran faodvakban, faágakon vagy állatok kiásott üregeiben telepednek meg. Vándorláskor új helyet kell találniuk a fészeknek. A le- és a felépítés hat-nyolc órába telik. Erre többnyire éjjel kerítenek sort.
A vándorhangya egy bolya egy családot alkot, egy királynővel. A felnőtt egyedek száma 100 ezer és 600 ezer közötti. A család többségét a legalább négy kasztot alkotó dolgozók adják. A királynő a nászrepülés alatt 10-20 hímmel párzik; ennyi részcsalád van a bolyban, ahol az apa és az anya is egyezik. Ha a család túl nagyra nő, akkor új királynőt nevelnek, majd ha az felnőtt, az öreg királynő a dolgozók körülbelül felével elhagyja a bolyt, és új államot alapít.
E hangya faj nomád életmódot folytat. Minden állat, amelyet a vándorrajok le tudnak győzni, táplálékul szolgál. De étlapjuk elsősorban rovarokból és pókokból áll.
A királynő legfeljebb 120 000 petét rak naponta, a nyugalmi szakaszban (ekkor nem vándorolnak). A lárvaállapot 23-33 napig tart. Bebábozódás után 10-15 napra rá bújnak elő az új katonák és dolgozók.

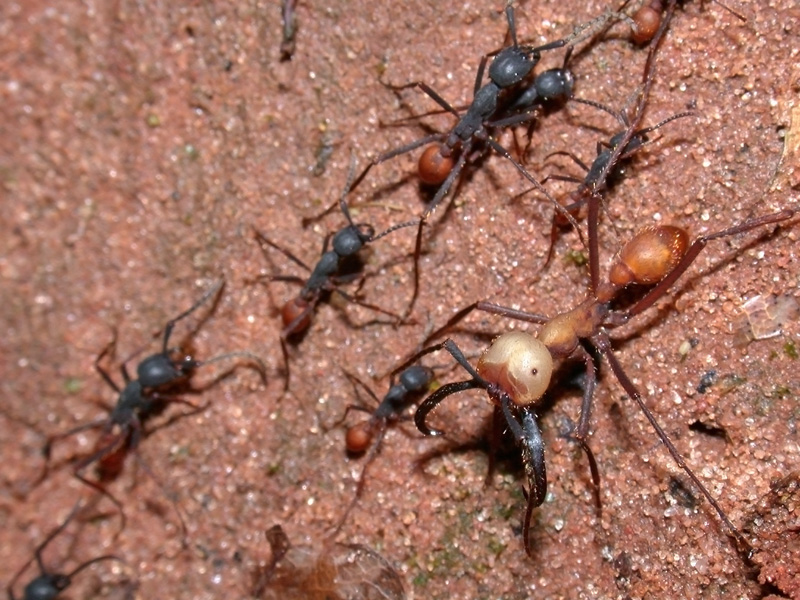
A vándorhangya különböző kasztjai. A legnagyobbak a katonák, emellett még négy különböző méretű dolgozó kaszt van

A kaszt meghatározása az étkezés mellett más körülményeken is múlik, de genetikai háttere is van annak, hogy melyik apától származó utódok inkább melyik kasztba kerülnek. Jaffé és társai öt család részcsaládjait vizsgálták, és mindegyiknél szignifikánsan eltért a kasztok aránya az átlagostól. Ez számos más hangyafajnál is megfigyelhető, ahol a királynő több hímmel párzik, vagy ahol több királynő van.
Táplálékszerző utakra seregestül jár. A hangyák rendszerint az avar felszínén vonulnak, ami lehetővé teszi, hogy a kisebb állatok elbújjanak az avarban, ezért csak a vigyázatlan rovarok és pókok lesznek a hangyák zsákmányai. Emellett vannak fajok, amelyek más stratégiát választanak: kémiai fegyverek, vagy ivarérés kisebb termettel. Mivel a nagyobb Eciton burchellii hangyák több táplálékot igényelnek, mint a kisebb kolóniák, csak akkor tudják ellátni a családot, ha az úton elég sok a biomassza. Ha a táplálék mennyisége lecsökkent, akkor szedik a sátorfájukat, és új telephely után néznek.
A vándorhangya életében húsz napos nyugalmi és tizenöt napos vándor fázisok váltják egymást. Nyugalmi szakaszban a család minden második nap megy vadászni. Miután a peték és a bábok kikeltek, megkezdődik a vándor szakasz, amikor naponta járnak zsákmány után. Vadászni rendszerint a család harmada megy, akár 200 ezer egyed. A portya szélessége 20 méter, hossza 200 méter, és nem tér vissza ugyanoda. Azokat a helyeket is kerülik, ahol egy másik család járt, hiszen valószínű, hogy az már ki van fosztva, nincs elég táplálék. A családok egymást is elkerülik, így nem kerül sor harcra. A portya belsejében haladó hangyák azt a táplálékot szállítják haza, amit a portya szélén vadásztak le.

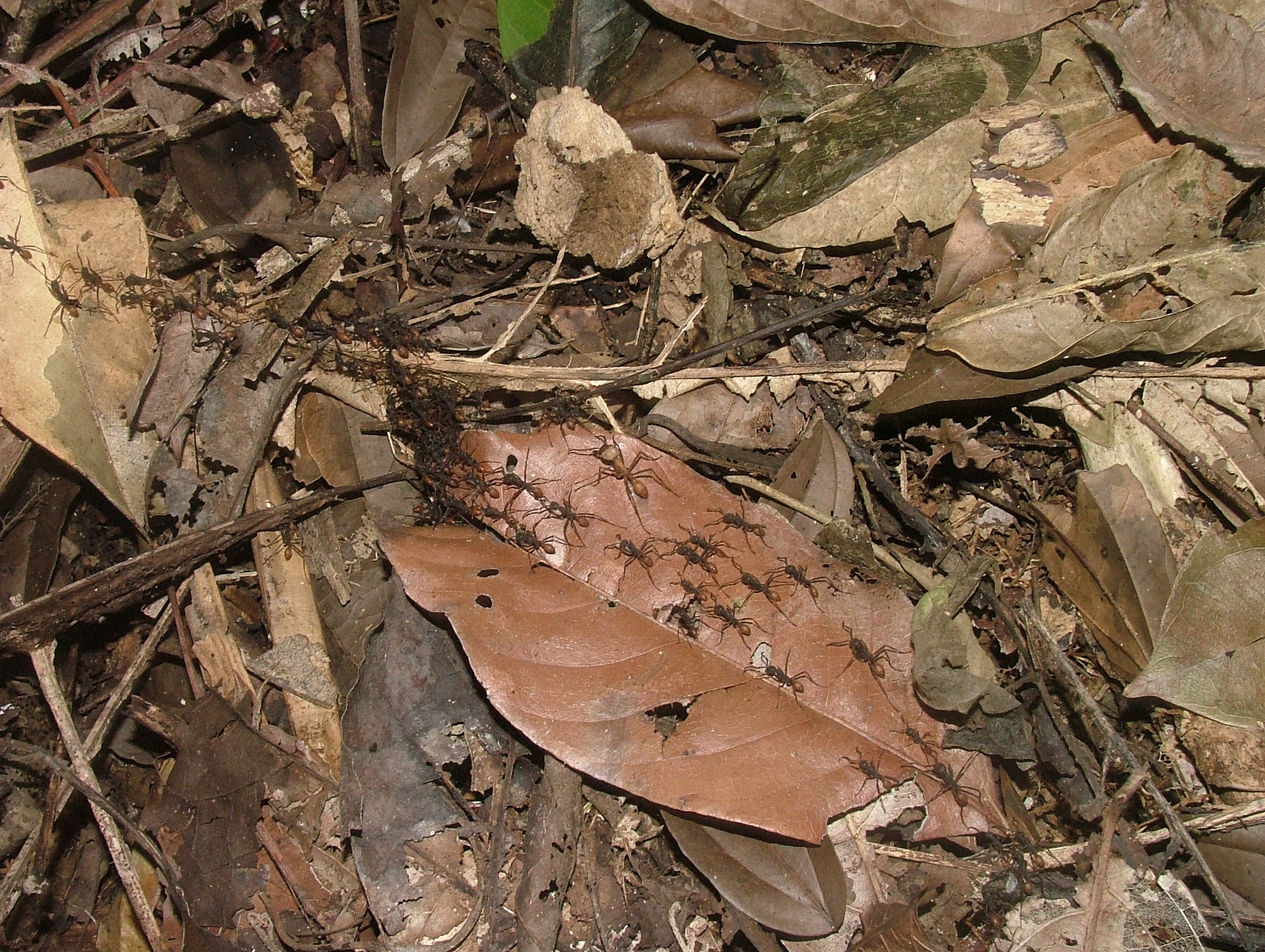
Az Eciton burchellii portyája

A hangya a többi hártyásszárnyút sem kíméli. Felprédálja több darázsfaj fészkét is, és elfogyasztja a lárvákat és a bábokat. Ezek közé tartozik a Polistes erythrocephalus és a Brachygastra scutellaris. A vándorhangya a legkíméletlenebb ragadozója a darazsaknak, így a darazsak megpróbálnak olyan helyre építkezni, ahová a hangyák nem érnek el, illetve ahol nem keresik őket. Ha a kaptárokat nem helyezik vas állványokra, akkor a méheket is kifosztja és elpusztítja.
A hangyák az utakat feromonokkal jelölik meg. Ezt csápjukkal érzékelik, és a koncentráció alapján felismerik, hogy milyen messze vannak a bolytól. A kívül haladók kitérnek a középen haladók útjából, akik a zsákmányt szállítják. Az egy naposnál régebbi nyomokat nem követik. Eső hatására változtatnak az útvonalon, különösen a heves esők miatt.
Szükség szerint hidakat képeznek vagy gödröket töltenek fel. Gömb alakot képezve áthatolnak a folyókon, amihez a külső gömbhéjra került dolgozók az életüket adják. Így megnövelik az elérhető területet. A dolgozók egyenként döntik el, hogy hozzá kell-e járulniuk a gödör kitöltéséhez. Órákon át egy helyben tudnak maradni, amíg a többieknek szükségük van rájuk. Ez a viselkedés előnyt jelentett a túlélésért folyó versenyben, mivel megnövelte a vadászat eredményességét, így meggyorsította a szaporodást.
Az élettelen környezeti tényezők közül a hőmérséklet hatása a legmegfelelőbb. Ha nagyon meleg lesz az út, akkor felgyorsítják lépteiket, hogy hamarább áthaladjanak a kellemetlen szakaszon. Ha a hőmérséklet meghaladja a 43 Celsius-fokot, akkor új útvonalat keresnek. A meleg után hidegebb szakaszt iktatnak be, nedves, hűvös talajon vonulnak, vagy köveken, hogy lehűljenek.
Az emberi tevékenységek közül az erdőirtás okozza a legnagyobb károkat. Mivel kerülik a közvetlen napfényt, és talajszinten gyűjtenek élelmet, nagyon érzékenyek környezetük pusztítására. A kiirtott területeken erősebb a napfény, melegebb a talaj, és nagyobb a láthatóság. Kis méretük miatt a rovarok a kiszáradásra is érzékenyek, ugyanis viszonylag nagy a felületük a térfogatukhoz képest. Már fiziológiailag is nehéz egy olyan környezetben élniük, ahol erdőirtás zajlott.
Az egyes családok közötti géncserét repülő hímek végzik, azonban a kiirtott foltok miatt ez több akadályba ütközik, mivel a rovarevők könnyebben észreveszik őket. Nekik nincs fullánkjuk, és testőrségük sem, ami megvédené őket.
Magasabb szélességeken, illetve magasabban az erdőirtás hatásai gyengébbek, mivel a hőmérséklet alacsonyabb, és többször borítja köd a tájat. Ezekre a területekre azonban ritkábban merészkedik a faj. Bolyaikat nem találták a 23,8 fokos szélességnél északabbra.
A veszélyre is egy feromonnal figyelmeztetik egymást. Ez az állkapocs mellett termelődik, és ha a hangya veszélyt érez, akkor az állkapocs felületére kerül. Ez egy viszonylag nagy felület, ami segíti a párolgást. Továbbá, ha a fej sérül, akkor is felszabadul. Végül, a hangyának nem kell mást tennie, mint harapnia, ugyanis ekkor kerül a feromon az állkapocsra. Hatóanyaga a 4-methyl-3-heptanon, ami rövid ideig tartó, de intenzív viselkedést vált ki a többi családtagból.

## Hangyamadarak és kleptoparazitizmus

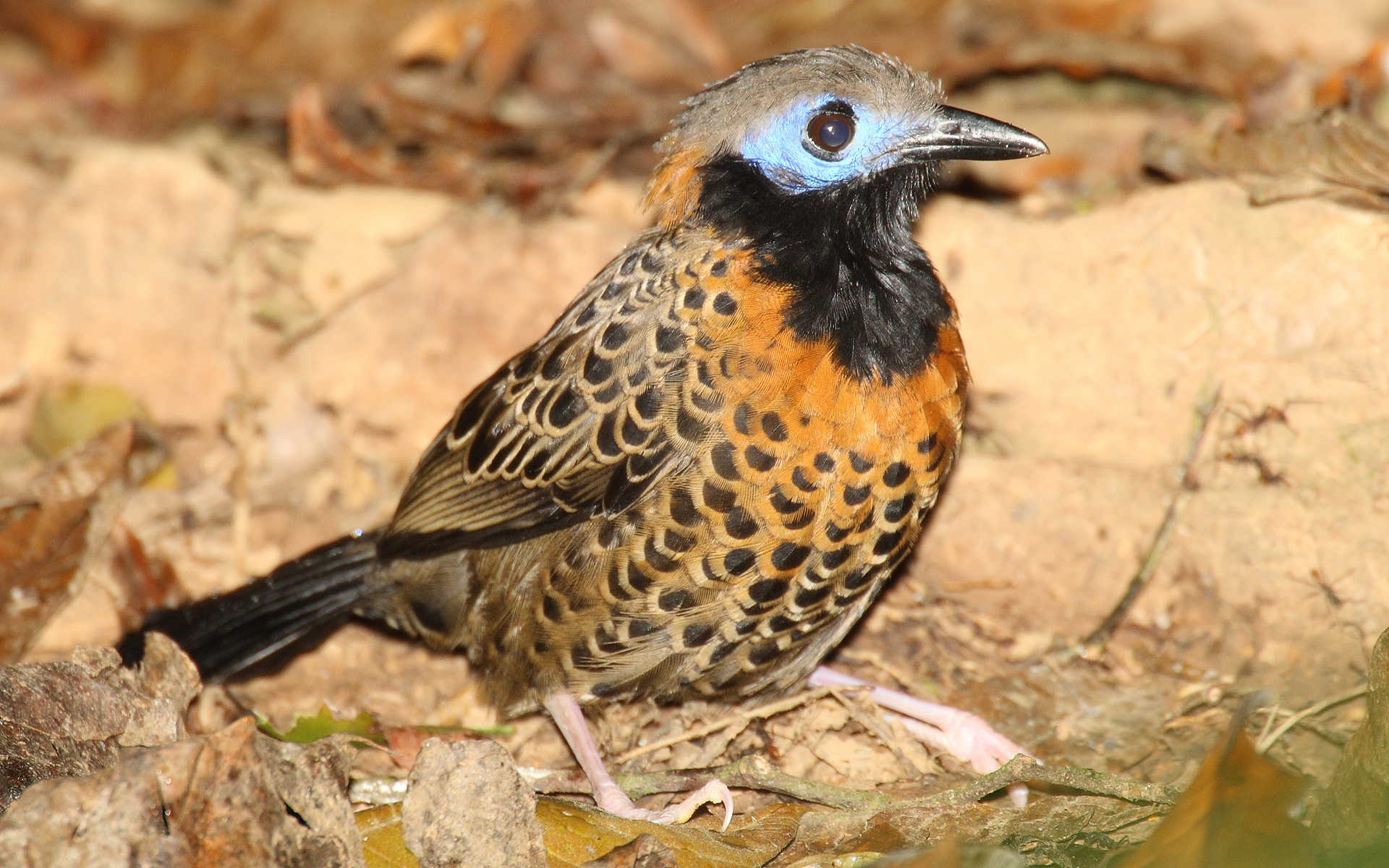
Pávaszemes hangyászmadár (Phaenostictus mcleannani), egy vándorhangyáktól függő hangyamadár

Sok madárfaj igyekszik kihasználni a vándorhangya vadászútjait. A portya útvonalából minden kisebb-nagyobb állat menekül, vagy elrejtőzik. A menekülőkre vadászni jó alkalom, azonban megjósolhatatlan, hogy éppen mikor merre fognak járni a hangyák. Madarak mellett emlősök, de gyíkok és rovarok is csatlakoznak a hangyákhoz. A Phaenostictus mcleannani hangyamadár a hangyák elől menekülő állatokból él. Figyelőszolgálatot tart fenn, ami riaszt, ha jönnek a hangyák. A madarak egy csoportja egy nagyobb területet oszt fel, ahol az egyes párok figyelik a hangyákat. Ha jönnek a hangyák, akkor riasztanak, és a nagyobb területről minden hangyamadárnak joga van csatlakozni a vadászathoz.
A hangyamadaraknak huszonegy faja vesz részt a hangyák figyelésében. A madarak megtanulják, hogyan viselkednek a hangyák, hol van az ideiglenes táborhelyük, és hogy mikor járnak vadászni. Követik a nyugalmi és a vándor ciklus váltakozását is. Ez lehetővé teszi, hogy ne figyeljék azokat a családokat, amelyek aznap nem fognak vadászni. Alkalmas időben a madarak visszatérnek ezekhez a családokhoz is.
Ha tudnak, akkor a madarak lopnak egymástól és a hangyáktól is. Ez szelektív nyomást gyakorol a családokra, mert ezeken a nagy vadászatokon szedik össze táplálékuk mintegy felét. A nagyobb darabokat az avar vagy a föld alá rejtőzve vonszolják haza. Emellett készleteket halmoznak fel az út mentén, amit a katonák védenek.

## Génáramlás
Az államalkotó hártyásszárnyú fajok hatékony populációmérete szignifikánsan kisebb, mint a magányos fajoké. Ennek az az oka, hogy minden államban csak kevés egyed szaporodóképes, ellentétben a magányos fajokkal, ahol nincsenek dolgozók, mindenki ivaros. Speciálisan, az Eciton burchellii populációjának méretét tovább korlátozza a családok kettéosztódása és a királynők szárnyatlansága. Emiatt kicsi anyai részről a génáramlás, így az szinte kizárólag a hímekre hárul.
A családok kettéosztódása miatt a hímek aránya viszonylag nagy, ami növeli a génáramlást a beltenyészet elkerülésére. A kutatások szerint a vándorhangyának mindez idáig sikerült is megőrizniük fajuk genetikai változatosságát; beltenyészetre utaló jeleket nem találtak. Ezt segíti, hogy a hímek legalább egy kilométernyire repülnek, mielőtt párosodnának egy királynővel, így elkerülve közeli rokonaikat. A génáramláshoz a vándor életmód is hozzájárul.

## Kapcsolódó fajok
Összesen mintegy 557 faj áll közvetlen kapcsolatban a vándorhangyával, ami a legnagyobb ismert szám az eddig ismert fajok között. Ennél több faj él együtt velük, de nem mindegyiket azonosították. Habár sok kapcsolat feltételes, még mindig legalább 300 faj a vándorhangyától függ. Hangyamadarak és fahágóformák figyelik és követik. A hangyák elől menekülő ízeltlábúakat madarak követik, amelyek táplálékuk nagy részét a hangyák segítségével szerzik be. A madarak ürülékéből lepkék szívnak vizet. A Stylogaster és Calodexia legyek petéket raknak vagy lárvákat injektálnak a menekülő csótányokra, így azok 50-90%-a parazitával fertőzött lesz. Hangyákat utánzó bogarak találhatók a hangyák fészkében és menetoszlopaiban.
A vándorhangya is atkásodik; az atkák megtalálhatók mindenhol, ahol a hangyák is. Panamában a Barro Colorado-szigeten a 3156 vizsgált dolgozó 5%-a volt atkás, a leggyakoribbak a Scutacaridae és a Pygmephoridae fajok voltak. Ezek ártalmatlanok a hangyákra, nem szívják a vérnyirkukat, hanem csak vitetik magukat, vagy az ürüléküket takarítják el.

## Fordítás
- Ez a szócikk részben vagy egészben  az   Eciton burchellii című angol Wikipédia-szócikk ezen változatának fordításán alapul.  Az eredeti cikk szerkesztőit annak laptörténete sorolja fel. Ez a jelzés csupán a megfogalmazás eredetét és a szerzői jogokat jelzi, nem szolgál a cikkben szereplő információk forrásmegjelöléseként.